# Coulanges-la-Vineuse
Coulanges-la-Vineuse es una localidad y comuna francesa situada en la región de Borgoña, departamento de Yonne, en el distrito de Auxerre. Es el chef-lieu y mayor población del cantón de su nombre.

## Demografía
| 1 433 | 1 524 | 1 402 | 1 309 | 1 328 | 1 262 | 1 326 | 1 420 | 1 339 | 1 353 | 1 372 | 1 342 | 1 332 | 1 340 | 1 296 | 1 229 | 1 195 | 958 | 882 | 900 | 703 | 671 | 652 | 662 | 675 | 726 | 754 | 720 | 757 | 817 | 878 | 916 | 930 |
| Para los censos de 1962 a 1999 la población legal corresponde a la población sin duplicidades (Fuente: INSEE [Consultar]) |       |       |       |       |       |       |       |       |       |       |       |       |       |       |       |       |     |     |     |     |     |     |     |     |     |     |     |     |     |     |     |     |